# Înălțime (unghi)
În astronomie, înălțimea este unghiul pe care îl face direcția vizată în raport cu orizontala; este unghiul complementar distanței unghiulare zenitale. Înălțimea și azimutul constituie Sistemul de coordonate orizontale.

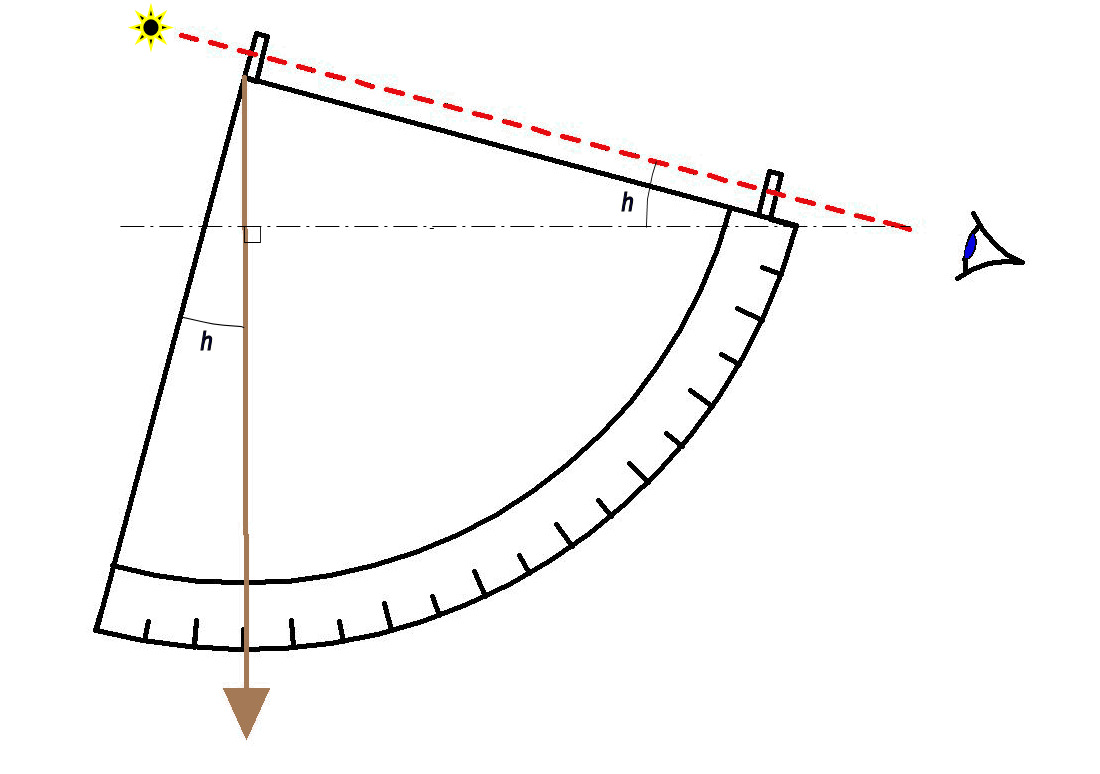
Schema de principiu a măsurării unei înălțimi h.